# Beep Media Player
Beep Media Player (BMP)是一個自由的音樂播放器，其建基於XMMS技術。BMP主要是將XMMS重寫成GTK+ 2的介面，並加強對GNOME桌面環境的整合。就如XMMS，BMP的外表極像Winamp，而且支援Winamp及XMMS的面板。BMP支援大部份XMMS支援的音訊檔案，而它們的輸入插件最主要的分別在於其在關於及設定的圖形介面。不過BMP不能直接使用全部XMMS的插件。
初是从XMMS软件中分叉出来的。它的主要目标是将XMMS重写为使用GTK2工具包，并更好地整合到GNOME桌面环境中。BMP在功能上继承了XMMS的许多优点，同时引入了一些新的特性，如支持多种音频文件格式和现代、简洁的用户界面。
BMP具有广泛的插件支持，例如可以播放APE文件的bmp-mac插件，以及用于WMA文件的bmp-wma插件。此外，它还支持通过文本搜索来管理媒体库的bmp-media-library插件

## 全新版本
在0.9.7.1發佈時，BMP開發小組同時宣佈BMP將不再開發。取而代之的是開發一個全新版本的BMP，並命名為BMPx。

## 停止更新
BMP已经停止开发多年，其部分代码被Audacious继承并继续发展。Audacious不仅支持BMP的所有功能，还增加了对Winamp皮肤的支持和更多的编解码器。

## BMP分支 -Audacious
- 2005年10月26日，nenolod 把 BMP 0.9.7.1 拿來繼續開發，成為 Audacious。

官方公佈：
```
26 October 2005 Submitted By Chong Kai Xiong 
nenolod has informed us that he has forked BMP 0.9.7.1 into Audacious! 
If you liked BMP classic and have been disappointed by our recent announcement, 
look no further and give Audacious your support :)
```